# Барселоннет (кантон)
Барселонне́т (фр. Barcelonnette) — кантон во Франции, находится в регионе Прованс — Альпы — Лазурный Берег, департамент Альпы Верхнего Прованса. Входит в состав округа Барселонет.
Код INSEE кантона — 0404. Всего в кантон Барселоннет входит 11 коммун, из них главной коммуной является Барселоннет.

## Коммуны кантона
| Коммуна              | Население, чел. (1999) | Почтовый индекс | Код INSEE |
| -------------------- | ---------------------- | --------------- | --------- |
| Аншастрей            | 504                    | 04400           | 04073     |
| Барселоннет          | 2 819                  | 04400           | 04019     |
| Жозье                | 896                    | 04850           | 04096     |
| Ла-Кондамин-Шатлар   | 166                    | 04530           | 04062     |
| Ларш                 | 83                     | 04530           | 04100     |
| Ле-Тюиль             | 344                    | 04400           | 04220     |
| Мейрон               | 44                     | 04530           | 04120     |
| Сен-Поль-сюр-Юбей    | 190                    | 04530           | 04193     |
| Сен-Пон              | 641                    | 04400           | 04195     |
| Фокон-де-Барселоннет | 208                    | 04400           | 04086     |
| Юверне-Фур           | 614                    | 04400           | 04226     |

## Население
Население кантона на 2008 год составляло 6 796 человек.
| 1962  | 1968  | 1975  | 1982  | 1990  | 1999  | 2006  | 2007  | 2008  |
| ----- | ----- | ----- | ----- | ----- | ----- | ----- | ----- | ----- |
| 4 453 | 4 766 | 5 402 | 5 717 | 6 318 | 6 509 | 6 761 | 6 781 | 6 796 |